# Albert d'Anethan
Albert Jean Louis Marie baron d'Anethan (Brussel, 13 juni 1849 - Tokio, 25 juli 1910) was een Belgisch edelman en diplomaat.

## Biografie
Baron Albert d'Anethan was een tel uit het geslacht D'Anethan. Hij was een zoon van Henri d'Anethan, secretaris van koning Leopold I, en een neef van premier en Senaatsvoorzitter Jules Joseph d'Anethan en diplomaat Auguste d'Anethan. Hij was gehuwd met Eleonora Haggard, een zus van de Britse schrijver Henry Rider Haggard. Het echtpaar bleef kinderloos.
In 1893 volgde hij Georges Neyt op aan het hoofd van het Belgische gezantschap in Japan, dat hij in november 1893 verhuisde van Yokohama naar Tokio. Een jaar later, in 1894, werd hij bevorderd tot buitengewoon gezant en gevolmachtigd minister. D'Anethan diende uiteindelijk zeventien jaar in Japan, met uitzondering van zijn verblijven in België van maart tot december 1897, van december 1901 tot november 1902, van augustus 1906 tot maart 1907 en van maart 1909 tot januari 1910. Tijdens zijn mandaat in Japan was het land betrokken bij de Eerste Chinees-Japanse Oorlog (1894-1895) en de Russisch-Japanse Oorlog (1904-1905).
Vanaf 1904 was hij de ouderdomsdeken van het diplomatiek korps in Tokio, waar hij verbleef tot zijn overlijden in juli 1910. Hij werd er begraven op de begraafplaats van Zōshigaya. Zijn weduwe bracht later memoires uit onder de titel Fourteen Years of Diplomatic Life in Japan. Aan het hoofd van het Belgische gezantschap werd hij opgevolgd door Georges della Faille de Leverghem.